# Daniel Martín
Daniel Martín, nome artístico de José Martínez Martínez (Cartagena, 12 de maio de 1935 - Nuévalos, 28 de setembro de 2009) foi um ator espanhol.
Estudou no Institut del Teatre, em Barcelona, e estreou no cinema no filme do gênero capa & espada "La spada del Cid", em 1963. Também trabalhou no teatro e na televisão, mas foi nos filmes spaghetti western em que ganhou notoriedade, trabalhando ao lado de de Richard Harrison em Duello nel Texas (1963), ou Clint Eastwood em Per un pugno di dollari (1964). Em "Los Tarantos", filme indicado ao Óscar de melhor filme em língua estrangeira de 1965, recebeu o prêmio Antonio Barbero de melhor interpretação.
Após uma ataque cardíaco, decorrente da morte de um filho em 1982, suas atuações ficaram um tanto comprometidas, atuando, a partir de então, em pequenas participações em séries da TV espanhola. 
O ator morreu de um câncer no pâncreas em 2009, aos 74 anos de idade. 